# Џонсон Сити (Њујорк)
Џонсон Сити (енгл. Johnson City) град је у америчкој савезној држави Њујорк.

## Демографија
По попису из 2010. године број становника је 15.174, што је 361 (-2,3%) становника мање него 2000. године.
| Група             | 2000.          | 2010.          |
| Белци             | 13.647 (87,8%) | 12.288 (81,0%) |
| Афроамериканци    | 480 (3,1%)     | 959 (6,3%)     |
| Азијати           | 766 (4,9%)     | 810 (5,3%)     |
| Хиспаноамериканци | 347 (2,2%)     | 640 (4,2%)     |
| Укупно            | 15.535         | 15.174         |